# Фабіо Бенчивенга
Фабіо Бенчивенга (італ. Fabio Bencivenga, 20 січня 1976) — італійський ватерполіст.
Призер Олімпійських Ігор 1996 року, учасник 2000, 2004, 2008 років.
Призер Чемпіонату світу з водних видів спорту 2003 року.